# Tityra
Genre
Tityra est un genre d'oiseaux de la famille des Tityridae.

## Liste des espèces
Selon la classification de référence du Congrès ornithologique international (version 7.3, 2017) :
- Tityra cayana (Linnaeus, 1766)
  - Tityra cayana braziliensis (Swainson, 1838)
  - Tityra cayana cayana (Linnaeus, 1766)
- Tityra inquisitor (Lichtenstein, MHK, 1823)
  - Tityra inquisitor albitorques Du Bus de Gisignies, 1847
  - Tityra inquisitor buckleyi Salvin & Godman, 1890
  - Tityra inquisitor erythrogenys (Selby, 1826)
  - Tityra inquisitor fraserii (Kaup, 1852)
  - Tityra inquisitor inquisitor (Lichtenstein, MHK, 1823)
  - Tityra inquisitor pelzelni Salvin & Godman, 1890
- Tityra semifasciata (von Spix, 1825)
  - Tityra semifasciata columbiana Ridgway, 1906
  - Tityra semifasciata costaricensis Ridgway, 1906
  - Tityra semifasciata deses Bangs, 1915
  - Tityra semifasciata fortis von Berlepsch & Stolzmann, 1896
  - Tityra semifasciata griseiceps Ridgway, 1888
  - Tityra semifasciata hannumi van Rossem & Hachisuka, 1937
  - Tityra semifasciata nigriceps Allen, JA, 1888
  - Tityra semifasciata personata Jardine & Selby, 1827
  - Tityra semifasciata semifasciata (von Spix, 1825)